# Danuta Joppek
Danuta Joppek (ur. 27 marca 1955 w Węglówce) – polska malarka, rysowniczka, scenografka, projektantka. Kuratorka i współorganizatorka kilkudziesięciu wystaw w kraju i za granicą. Autorka tekstów analitycznych o sztuce.

## Życiorys
Studiowała na wydziale Wychowania Plastycznego w Państwowej Wyższej Szkole Sztuk Plastycznych w Poznaniu (obecnie: Akademia Sztuk Pięknych w Poznaniu), dyplom 1989 r. u prof. Wacława Twarowskiego. Równorzędnie studiowała na wydziale Malarstwa i Grafiki w Państwowej Wyższej Szkole Sztuk Plastycznych w Gdańsku (obecna nazwa uczelni: Akademia Sztuk Pięknych w Gdańsku), dyplom w 1990 r. w pracowni prof. Włodzimierza Łajminga, aneks z rysunku u prof. Macieja Świeszewskiego, specjalizacja w pracowni linorytu i litografii u prof. Czesława Tumielewicza.
Wystawia od 1986 roku. Kuratorka autorskiego cyklu wystaw zbiorowych „W drodze...” oraz cyklu „Grunt to Rodzinka” – tu prezentuje swoją twórczość wraz z pracami zapraszanych do udziału w wystawie dzieci.
O jej twórczości pisali i analizowali m.in.: André Verdet (Fr), Adam Pawlak, Jacek Kotlica, Piotr Paweł Kawiecki, Tadeusz Skutnik, Tomasz „Tomek” Kawiak (Fr.), Janusz Janowski, Mariusz Kułakowski, Elwira Worzała, Andrzej C. Leszczyński, Jerzy Kamrowski, Ryszard Kul, Waldemar Nocny, Mieczysława Cierpioł, Henryk Wrożyński (USA), Lucy Bonnefous (Fr.), Michel Gaudet (Fr.), Marta Ratajczak, Wojsław Brydak, Zofia Watrak, Stanisław Seyfried, Rafał Radwański, Erazm Wojciech Felcyn, Alicja Bach, Andrzej Jar (Kanada), Roman Gajewski.
W 2019 nominowana w plebiscycie „Dziennika Bałtyckiego” do Osobowość Roku 2019 w dziedzinie kultury
Artystka mieszka i pracuje w Gdańsku – Świbnieoraz w Nicei (Francja).
Wystawy indywidualne:
1986
- Galeria Gil, Kraków – rysunek i malarstwo

1987
- Galeria Polibuda A.Pawlaka, Gdańsk – rysunek i grafika

1990
- Galeria Rękawka, Kraków – malarstwo
- Osiedlowy Klub Ruczaj – Zaborze, Kraków, wystawa grafiki
- Foyer Teatru Wybrzeże, Gdańsk – malarstwo

1991
- Klub Aktora, Gdańsk – malarstwo

1994
- Cotton Club, Gdańsk – poetycko – muzyczno – malarski performance (z udziałem Ireneusza Wojtczaka – saksofon, Doroty Kolak, Tomiry Kowalik i Floriana Staniewskiego – skecz poetycki)

1996
- Musée Municipal, Saint-Paul-de-Vence, Francja „La Peinture et la Poésie à Quatre Mains” (Malarstwo i poezje na cztery ręce). Katalog

1997
- Galeria Bunkier, Gdańsk „Abelard i Heloiza – inspiracje”. Katalog
- Melomanów, Warszawa, pokaz prywatny

1998
- Galeria Les Arcenaulx, Marsylia, Francja

1999
- Galeria Na Zamku, Muzeum Warmii i Mazur, Lidzbark Warmiński

2000
- Galeria Mała, Gdańsk „Nas Dwoje, Nastroje” (z Markiem Wróblem) – malarstwo. Katalog
- Dworek Artura, Gdańsk „Nulla Dies sina Linea” (z Elżbietą Tęgowską i Henrykiem Kuleszą). Folder
- Vieux Moulin, Bendejun. Malarstwo. Francja

2001
- SCK Galeria A, Starogard Gdański „Afirmacja I” (z Elżbietą Tęgowską i Krystyną Andrzejewską-Marek) – malarstwo. Katalog
- Ratusz Głównomiejski, Muzeum Historyczne Miasta Gdańska, Gdańsk „Afirmacja II”. Katalog
- Vieux Moulin, Bendejun. Malarstwo. Francja

2002
- Galeria Arsenał, Toruń – malarstwo
- Vieux Moulin, Bendejun. Malarstwo. Francja

2003
- MKT Plama, Gdańsk „Zimowe Okna Mojego Dzieciństwa” – assemblage
- Vieux Moulin, Bendejun. Malarstwo. Francja
- Atelier Decoration ADAGIO, Cagnes sur Mer. Malarstwo. Francja

2004
- Stągwie Mleczne, Gdańsk „Wystawa Trojga” (z Mariuszem Kułakowskim i Zbigniewem Wąsielem). Folder
- Vieux Moulin, Bendejun. Malarstwo. Francja

2005
- Archipelag Kultury Wyspa Skarbów, Gdańsk „Zimowe Okna Mojego Dzieciństwa II” – assemblage
- Muzeum Narodowe Oddział Sztuki Współczesnej Pałac Opatów, Gdańsk, „Pożegnania” – malarstwo
- Galeria Punkt GTPS, Gdańsk „Elektrokardiogram” – malarstwo

2006
- Galeria ZPAP Mariacka, Gdańsk – malarstwo. Katalog zbiorczy 2006
- Dainava, Druskieniki, Litwa – „Kim Ty jesteś dla Mnie, kim Ja – dla Ciebie” – malarstwo
- Galeria Żak, Gdańsk „Historie Epistolarne” – malarstwo, collage
- Towarzystwo Przyjaźni Polsko-Francuskiej, Gdynia – rysunek, collage, performance

2007
- CS Galeria EL, Elbląg „Powidoki Dzieciństwa i nie tylko”– malarstwo
- Cyrano et Roxane, Francuska Winiarnia Literacka, Sopot – poetycko -malarsko – muzyczny performence

2009
- Galeria V.K. Jonynasa, Druskienniki, Litwa „Historie Epistolarne” (wystawa ze Zbigniewem Wąsielem)[3]

2010
- Filharmonia Bałtycka, Gdańsk „Grunt to Rodzinka”, z cyklu „Ars ante Portas” Marii Borkowskiej – Flisek

2012
- Gdańska Galeria Miejska im. Guntera Grassa, Gdańsk, „Dialog Korzeni” (z Norą Sidoine, Peru) Katalog
- Fabryka Sztuki, Tczew, „Sztuka do Potęgi Czwartej: Bach – Joppek – Kułakowski – Wąsiel” (katalog)
- GAK Wyspa Skarbów, Gdańsk, „2 + 1 = 101. W związku ze Związkiem”
- American Corner, Gdańsk, „Kamień wystrzelony z procy”

2013
- Galeria Refektarz, Kartuzy, „Kaszuby. Ludzie. Stolemy” (ze Zbigniewem Wąsielem)

2014
- Galeria Jednego Dzieła, Gazownia Gdańska PGNiG, Gdańsk, „A skoczę sobie wesoło jeszcze wyżej!” – obraz

2016
- Filharmonia Bałtycka, Gdańsk, „Grunt to Rodzinka II” (z Elfie-Lila-Cerise Maccari – Joppek) z cyklu „Ars ante Portas” M. Borkowskiej – Flisek
- Galeria Punkt GTPS, Gdańsk, „Autograf”. Wydawnictwo monograficzne „Autograf”
- Fabryka Sztuki Tczew, „Grunt to Rodzinka III” (z Elfie-Lila-Cerise Maccari – Joppek)
- Ośrodek Kształcenia Ustawicznego Nauczycieli, Gdańsk. Elwira Worzała „Uczestnictwo Nauczyciela w Kulturze”, wywiad, pokaz slajdów malarstwa

2017
- Muzeum Wejherowo, Pałac Przebendowskich, „Dobre Słowo otwiera Serce”

2018
- Kutnowskie Centrum Kultury, Galeria Okno na Sztukę, Kutno, „Ja i... Ja” (folder)

2019
- Atelier du CHU de Bicêtre, „Portes Ouvertes des Ateliers d’Artistes” (z Witoldem Pyzikiem), Paryż. Francja

2000
- Gdańskie Towarzystwo Przyjaciół Sztuki, Gdańsk, „Sztuka w dobie pandemii”. Koronawirus 2020”, wystawa on- line, film odc. 7 Danuta Joppek

Wystawy zbiorowe:
1986–1989
- Studenckie poplenerowe, Żarnowiec ’88 – nagroda

1991
- Galeria Arche, Gdańsk
- Galeria Rękawka, Kraków

1992
- Galeria Brama, Warszawa

1993
- Galeria Karlsruhe, Niemcy

1995
- Galeria PGS, Legnica „Drogi Twórcze” – wystawa laureatów. Katalog

1996
- Galeria Pod Gobelinem, Różyny
- Galeria Espace Rose de Mai, La Cole sur Loup, Francja

1997
- Wystawa Jubileuszowa Galeria Rękawka, Kraków. Folder

1999
- Kościół św. Jana, Gdańsk „Związki”. Katalog

2001
- Galeria 78, Gdynia, „Post Scriptum”. Folder
- Galeria Podlaska, Biała Podlaska „Artyści Gdańska”. Folder
- CS Galeria El, Elbląg, „Trwanie”. Katalog
- Galeria 78, Gdynia, „Tractus”. Folder

2002
- SCK Galeria A, Starogard Gdański, „Sztuka Gdańska”. Folder
- Galeria Na Wieży, Gdańsk, „Krytycy”. Katalog

2003
- Galeria Alternatywa, Gdańsk, „Czakram. Pamięci prof. Edwarda Sitka”
- Galeria 78, Gdynia, „Gdyński Przegląd Artystyczny”. Folder
- Gdynia „II Ogólnopolskie Biennale Malarstwa i Tkaniny Unikatowej”, wyróżnienie. Katalog.

2005
- Dworek Artura, Gdańsk, „Osobisty Anioł Stróż”
- Galeria Mała, Gdańsk, „Koegzystencja”
- Muzeum Narodowe Oddział Sztuki Współczesnej Pałac Opatów, Gdańsk, „Pamięć i Uczestnictwo”. Katalog
- Galerie Hôtel de Ville, Hawr. Francja
- Galeria 78, Gdynia, „Artyści Trójmiejscy”. Folder
- Miejska Galeria Sztuki MM, Chorzów, „Artyści Trójmiejscy”. Katalog
- Galeria GAK „Wyspa Skarbów” w Gdańsku-Sobieszewie, „Aqua Terra”
- Gdynia, III Ogólnopolskie Biennale Malarstwa i Tkaniny Unikatowej „Radość Wolności”. Katalog

2006
- Ratusz Głównomiejski, Gdańsk, „Kod Kreskowy”

2007
- Dom Sztuki, Gdańsk, „Zarażeni Druskiennikami”
- Biuro Wystaw Artystycznych, Lublin, „Kolekcja Tomasza Kawiaka”. Katalog
- Muzeum Miasta Gdyni, Gdynia, IV Ogólnopolskie Biennale Malarstwa i Tkaniny Unikatowej. Wyróżnienie. Katalog

2009
- art@gdańsk gallery, Gdańsk
- Galeria Audialnia, Kraków, „Mój Anioł Stróż”
- Muzeum Miasta Gdyni, Gdynia, „V Międzynarodowe Biennale Malarstwa i Techniki Unikatowej”. Katalog
- Nadbałtyckie Centrum Kultury, Gdańsk, „50 × 50"
- Nowy Ratusz, Gdańsk, „Magiczny Gdańsk”
- Bazylika Mariacka, Gdańsk, „Polskie Drogi Jana Pawła II”

2010
- art@gdańsk gallery, Gdańsk, „Trzynaście”
- Nadbałtyckie Centrum Kultury, Gdańsk, „Na początku była... Kreska. Rysowisko”
- Galeria Punkt Gdańskie Towarzystwo Przyjaciół Sztuki, Gdańsk „30 rocznica wydarzeń Sierpnia 1980 r.”
- Gdański Archipelag Kultury Wyspa Skarbów, Gdańsk, „W Drodze...”
- Gdański Archipelag Kultury Plama, Gdańsk „Drzewko Przyjacielowi. Pamięci Jacka Kotlicy”

2011
- art@gdańdsk gallery, Gdańsk, „Helski Model Sztuki”
- Państwowa Galeria Sztuki, Sopot, „Wystawa 100-lecia ZPAP”. Katalog
- Gdański Park Naukowo – Technologiczny, Gdańsk, „Wystawa Stulecia ZPAP”. Katalog
- Galeria A, Starogard Gdański, „Silva Rerum”. Katalog
- Aula Akademii Muzycznej, Gdańsk, „Life after Life”
- Ratusz Głównomiejski, Gdańsk, wystawa prac pomorskich artystów poświęcona Janowi Heweliuszowi
- art@gdańsk Gallery, Gdańsk, „W drodze...” II

2012
- Galeria Mała, Gdańsk, „Nonet”
- Galeria ZPAP Warszawa, „Nowe Otwarcie”. Katalog
- Ratusz Miejski, Wejherowo, „Wystawa Trójmiejskich Artystów”. Folder
- Starogardzkie Centrum Kultury Galeria A, Starogard Gdański, „W drodze...” III

2013
- Fabryka Sztuki, Tczew, „W drodze... IV”, międzynarodowa. Katalog

2014
- Muzeum Książki Artystycznej, Łódź Otwarta Wystawa, Wystawa Wizytówek Artystów
- GAK Dworek Artura, Gdańsk, „W drodze...” V
- GAK Wyspa Skarbów, Gdańsk, „W drodze...” VI
- Nadbałtyckie Centrum Kultury, Gdańsk, „Oda do Wody”

2015
- Galeria Punkt GTPS, Gdańsk, „Salon Zimowy”
- Nadbałtyckie Centrum Kultury, Gdańsk, „To lubię”
- Galeria Glaza Expo Design, Gdańsk, „W drodze...” VII
- Fabryka Sztuki, Tczew[4], „W – galery”

2016
- Galeria Warzywniak, Gdańsk Oliwa[5] „W-gallery-02”. Katalog
- Galeria Blik, Gdańsk[6], „W – gallery – 03"
- Galeria V.K. Jonynasa, Druskienniki, Litwa[7], „Tranzyt” projekt W-gallery
- KKC (Kulturos Komunikaciju Centras), Olita, Litwa[8], „W drodze...” VIII
- GAK Wyspa Skarbów, Gdańsk, „W drodze...” IX
- „Między niebem a Ziemią”, Nadbałtyckie Centrum Kultury, „Między niebem a Ziemią”
- Krokowa Zamek, „W drodze...” X
- Galeria Glaza, Europejskie Centrum Solidarności, Gdańsk, „Wolność w Sztuce”
- Galeria ZPAP Piwna, Gdańsk, „KAP”

2017
- Nadbałtyckie Centrum Kultury, Gdańsk, „Drzewa... póki jeszcze stoją”
- Galeria ZPAP, Toruń, „Niepodległa dla Niepodległej”. Katalog
- Galeria Detay Sanat, Ankara, „W drodze...” XI. Turcja
- Plama GAK, Gdańsk, „Drogi”
- Galeria Związku Ormian, Gdańsk, „Drogi”
- Galeria Punkt GTPS, Gdańsk, „Niepodległość”
- Nadbałtyckie Centrum Kultury, Gdańsk, „W drodze...” XII

2018
- Centrum Ekspozycyjne Stara Kotłownia, Olsztyn[9], „W-gallery”
- GAK Dworek Artura, Gdańsk[10], „W-gallery”
- Galeria Marszałkowska, Olsztyn, „W-gallery”
- Nadbałtyckie Centrum Kultury, Gdańsk, „Przychodzimy Odchodzimy”
- Galeria Burgas, „Od Morza do Morza”, Bułgaria
- Kościół św. Jana, Gdańsk, Jubileusz Gdańskiego Towarzystwa Przyjaciół Sztuki. Katalog

2019
- Galeria Sztuki Wyższej Szkoły Policji w Szczytnie[11], „W – gallery”
- Wejherowskie Centrum Kultury, Wejherowo, „W drodze... Kontynenty” XIII[12]. Katalog
- GAK Wyspa Skarbów, Gdańsk, „Przestrzeń Życzliwości”
- Nadbałtyckie Centrum Kultury, Gdańsk, „Magia Morza”

2020
- Centrum Kultury w Ostródzie, Ostróda[13], „W – gallery”

Wyróżnienia:
- Konkurs Studencki Sopot ’88
- plener malarski studencki „Żarnowiec ’88"
- Konkurs Studencki Sopot ’89
- BWA Legnica, Ogólnopolski Konkurs „Malarstwo Młodych – Promocje ’90". Katalog
- Gdańsk 2003, „II Ogólnopolskie Biennale Malarstwa i Tkaniny Unikatowej”

Stypendia i nagrody artystyczne:
- 1996 Ministerstwo Kultury i Sztuki (wystawa „Malarstwo i Poezja na Cztery Rece”, Saint-Paul de Vence, Francja. Koszty przejazdów)
- Alliance Française, wystawa j. w.
- ZONTA International Club, wystawa j.w.
- 2000 Stypendium Kulturalne Miasta Gdańska
- 2007 Stypendium Kulturalne Miasta Gdańska
- 2009 Stypendium Kulturalne Miasta Gdańska
- 2011 Nagroda Prezydenta Miasta Gdańska w Dziedzinie Kultury z okazji jubileuszu 100-lecia Związku Polskich Artystów Plastyków[14]
- 2012 Stypendium Marszałka Województwa Pomorskiego
- 2017 Nagroda Specjalna Marszałka Województwa Pomorskiego
- 2019 Stypendium Marszałka Województwa Pomorskiego
- 2021 Nagroda Prezydenta Miasta Gdańska w Dziedzinie Kultury z okazji jubileuszu 35-lecia pracy twórczej[14]

Patronaty:
1996
- Wojewoda Gdański Józef Borzyszkowski (wystawa Malarstwo i Poezja na Cztery Ręce”, Musée Municipale, Saint-Paul de Vence, Francja)
- Muzeum Historii Miasta Gdańska (wystawa j.w.)

2002
- Muzeum Historyczne Miasta Gdańska (wystawa „Afirmacje”)
- Związek Polskich Artystów Plastyków (wystawa j. w.)

2017
- prof. Józef Borzyszkowski, Stowarzyszenie Kaszubsko – Pomorskie (wystawa „Dobre Słowo Otwiera Serce”, Muzeum Wejherowskie Pałac Przebendowskich), Wejherowo
- Ambasada RP w Turcji (wystawa „W drodze...” XI, Detay Sanat Galerisi, Ankara)
- Bilkent University Ankara (wystawa j. w.)
- Związek Polskich Artystów Plastyków (wystawa j.w.)

2019
- Polsko – Kanadyjski Magazyn Literaci „aha!” Vancouver, Kanada (wystawa „W drodze... Kontynenty” XIII)
- Związek Polskich Artystów Plastyków (wystawa j. w.)
- Akademia Sztuk Pięknych Gdańsk (wystawa j. w.)

Bibliografia. Artykuły prasowe i inne teksty:
 1987
- Ewa Moskalówna „Przeciw gwiazdom” Głos Wybrzeża 17. III
- program teatralny spektaklu „Wallenstein” F. Schillera, Teatr Wybrzeże

 1988
- Anna Jęsiak „Pacyfizm i decybele” Dziennik Bałtycki 13 VI
- program teatralny spektaklu „Półwysep” A. Jara, scena Centrum Edukacji Teatralnej Dzieci i Młodzieży, premiera w Żaku
- Schillertage ’88. 23.-29. Mai Nationaltheater Mannheim, program spektakli festiwalowych

 1989
- program teatralny spektaklu „Pluskwa” W. Majakowskiego, Teatr Wybrzeże

 1994
- Katarzyna Korczak „Zawsze kochałam Naturę” Dziennik Bałtycki 1. IV
- K. Piotrowska „A oprócz tego kapało z dachu” Wieczór Wybrzeża 4–6 III

 1996
- Adam Pawlak, katalog wystawy „Malarstwo i Poezja na Cztery Ręce”
- André Verdet, katalog wystawy „La Peiture et la Poésie à Quatre Mains”. Francja
- Luce Bonnefous „Joppek – Verdet: duo réussi” Nice-Matin 14. IX, Francja
- Michel Gaudet „La Peinture et la Poésie à Quatre Mains” Patriote-Cotê d’Azur du 27/9/96 au 3/10/96, Francja
- André Verdet „Danuta, wykonałaś wielką pracę; gratuluję i dziękuję ci za to” Livre d’or wystawy w Saint-Paul-de-Vence. Francja
- Tomek Kawiak „Brawo! Z ogromną przyjemnością zobaczyłem doskonałe prace” Livre d’or wystawy w Saint-Paul-de-Vence. Francja
- Mieczysława Cierpioł „Ciekawa znajomość” Echa Wyspy X-XII

1997
- Anna Malcer „Malarskie dzieje kochanków” Dziennik Bałtycki 17. XII
- Jacek Kotlica „Z miłości do Abelarda i Heloizy” Głos Wybrzeża 11. XII
- Jacek Kotlica, list – rękopis z dn. 23 XI 1997 (archiwum Danuty Joppek)

1998
- Adam Pawlak „Abelard i Heloiza – Inspiracje” Pomerania I – II
- Anna Jęsiak „Wiersze na płótnie – malarska przygoda Danuty Joppek” Tygodnik Trójmiasto 9. XII
- Piotr Paweł Kawiecki, tekst w katalogu „Abelerd i Heloiza – inspiracje”

 1999
- Piotr Paweł Kawiecki „Danuty Joppek wizje Średniowiecza” Styl Życia I

 2000
- Anna Urbańczyk (URR) „Kreska to podstawa” Gazeta Wyborcza, XII
- Jacek Kotlica „Danuta Joppek – po obu stronach horyzontów” Autograf V-VI
- Waldemar Nocny „Wyspa Sobieszewska” wyd. Mirex

 2001
- Biuletyn Gdańskiego Oddziału ZPAP
- G. Sikora „Wigwam z gliny i papieru” Dziennik Bałtycki 18. VI
- G. Sikora „Afirmacja” Dziennik Bałtycki 10. IX
- „Trzy Klimaty”, Tygodnik Kociewski 12. IX
- B.L. „Afirmacja” Gazeta Kociewska 20. IX
- Jerzy Kamrowski, katalog wystawy „Artyści Gdańska”, Galeria Podlaska
- Kazimierz Ostrowski „Kachu”, fragment wypowiedzi prof. „Kacha” zanotowany przez Jacka Kotlicę w 1998 r.
- URR „Panie Razem”, Gazeta Wyborcza 5. XI
- Sebastian Wisłocki „Krecha, smuga, linia”, Gazeta Wyborcza I
- Natasza Jatczyńska „Dwie Rzeczywistości”, Gazeta Olsztyńska 23. VIII

2002
- Jacek Kotlica, katalog wystawy „Krytycy”, Galeria Na Wieży

 2003
- (ma) „Okna Dzieciństwa. Ze śmietnika na wystawę”, Dziennik Bałtycki/Wieczór Wybrzeża 22. III
- Jerzy Kamrowski „Plastyczne konfrontacje” Magazyn Twórców” nr 1. X
- Tomasz Kawiak „Jarmark Sztuki”, wyd. Fundacja TATO 2003, ISBN 83-88711-33-4.
- Piotr Paweł Kawiecki „Zimowe okna dzieciństwa Danuty Joppek”, Autograf VII–VIII

 2004
- (tor) „Troje w Stągwiach Mlecznych”, Dziennik Bałtycki 23. II
- Tadeusz Skutnik „Sztuka Stągiewna”, Dziennik Bałtycki 1. III
- Mariusz Kułakowski „Gdyński Przegląd Artystyczny”, Gazeta Świętojańska V

 2005
- Tadeusz Skutnik „Koegzystencje”, Dziennik Bałtycki 11. III
- Tadeusz Skutnik, „Okna Joppek”, Dziennik Bałtycki 4. II
- Jacek Kotlica „Fakturą mojego malarstwa jest poezja”, Autograf XI–XII
- Katarzyna Korczak „Ślady przeszłości”, Głos Wybrzeża 7. II
- Anna Jaszowska „Dobra energia”, Dziennik Bałtycki 18. IV
- Tadeusz Skutnik „Pożegnania”, Dziennik Bałtycki
- Jacek Kotlica, roczny zbiorczy katalog wystaw indywidualnych w Galerii Punkt Gdańskiego Towarzystwa Przyjaciół Sztuki w Gdańsku
- Ryszard Kul, katalog j.w.
- Piotr Paweł Kawiecki, tekst analityczny – rękopis powstały z okazji wystawy „Pamięć i Uczestnictwo” w Muzeum Narodowym w Gdańsku (archiwum D. Joppek)

2006
- Janusz Janowski, wywiad towarzyszący wystawie w Galerii ZPAP. Katalog zbiorczy „Artyści ZPAP”

 2007
- Integration 2002–2007, katalog wystaw polskich artystów w Druskiennikach (Litwa) organizowanych przez Marię Borkowską – Flisek, wyd. Bernardinum
- Piotr Paweł Kawiecki „Historie epistolarne Danuty Joppek”, Autograf III – IV. 2007

 2008
- Waldemar Nocny „Wyspa Sobieszewska”, wyd. Oskar
- „Na Cztery Rece”, Dziennik Bałtycki 31. X

 2009
- Maria Borkowska-Flisek, „Tradycyjny „spacerowy” wernisaż wystawy w Druskiennikach”, Kurier Wileński 6. XI

 2010
- Waldemar Nocny „Do wkrótce”, Fndacja Meritum 2010 ISBN 978-83-62810-00-0.
- Stanisław Seyfried „Dwie wystawy we wnętrzu”, portal galeria-essey.pl, portal wybrzeże.24.pl, Gazeta Gdańska 12. XI

 2011
- Wystawa 100-lecia ZPAP, Katalog wystawy Bernardinum 2011 ISBN 978-83-928978-9-7.
- Andrzej C. Leszczyński „Spotkanie”, katalog wystawy „Dialog Korzeni”, Gdańska Galeria Miejska, Gdańsk
- Henryk Wrożyński „Romantyczna Abstrakcja”, katalog wystawy „Dialog Korzeni”, Gdańska Galeria Miejska, Gdańsk

2012
- Henryk Wrożyński „Romantyczna Abstrakcja”, tom wierszy H. Wrożyńskiego „Kamień wystrzelony z procy”, Wyd. Nowy Świat Warszawa, ISBN 978-83-7386-455-9
- „Encyklopedia Gdańska Gedanopedia”

2013
- Zofia Watrak „Kaszuby. Ludzie i Stolemy” tekst do wystawy „Kaszuby. Ludzie i Stolemy”, Galeria Refektarz, Kartuzy
- Wojsław Brydak „Jeszcze można czerpać z tej studni”, tekst do wystawy j. w. Archiwum D. Joppek
- Andrzej Jar „Jak ryba w wodzie”, polsko – kanadyjski miesięcznik literacki „aha!” October page 7, Vancouver, Kanada

 2014
- Rafał Radwański „Galeria Jednego Dzieła G1D” 21. V – 4. VI, Facebook, archiwum galerii, archiwum D.Joppek
- Stanisław Seyfried „Wystawa Danuty Joppek w Dworze Artura” portal wybrzeże.24.pl, portal galeria-essey.pl, Gazeta Gdańska 9. IV
- Rafał Radwański „W drodze...”, Facebook, archiwum D. Joppek

 2015
- Stanisław Seyfried „Interesująco w gdańskich galeriach sztuki”, portal wybrzeże.24.pl, portal galeria-essey.pl, Gazeta Gdańska 3. IX
- Stanisław Seyfried „W drodze...” – Danuta Joppek: Od galionu po gdańską ekspresję”, portal wybrzeże.24.pl, portal galeria-essey.pl, Gazeta Gdańska 25. IX

 2016
- Autograf”, styczeń. Monografia Danuty Joppek
- Stanisław Seyfried „Obraz Miesiąca – Danuta Joppek”, portal Sopocka Galeria Essey, styczeń
- Marta Ratajczak „Pastelowe Marzenia na Płótnach Własnej Duszy”, babskimuchem.blox.pl, 13. VI
- Stanisław Seyfried „Pokoleniowe trwanie gdańskiej kultury” Gazeta Gdańska 29 IV, portal wybrzeże.24.pl, portal Sopocka Galeria Essey
- Brygida Susko „W drodze...” Magazyn Gdański nr 9/10
- Joanna Szymula – Grygiel katalog wystawy W – Gallery, Fabryka Sztuki Tczew
- Joanna Szymula – Grygiel katalog wystawy W – Gallery/2 Galeria Warzywniak, Gdańsk
- Rafał Radwański, W – Gallery/2 recenzja. Archiwum Galeria Warzywniak, Gdańsk
- Stanisław Seyfried „Jesienne spotkanie „W drodze...”, Gazeta Gdańska 21. X, portal wybrzeże24.pl 17 X

2017
- Elwira Worzała 80 lat Towarzystwa Przyjaźni Polsko – Francuskiej w Gdyni, Rocznik Gdyński Nr 29, wyd. Towarzystwo Miłośników Gdyni, Gdynia 2017, ISSN 0137-4044, s. 250
- Erazm Wojciech Felcyn „O wystawie „Ja i... Ja”, folder wystawy w KCK Kutno
- Katarzyna Sikora „Od Pasji do Kolekcji”, „GAZeta”, VIII
- Brygida Susko „W drodze... Unterwegs”, Magazyn Gdański nr 1/2
- Alicja Bach „Danuta Joppek”, Galeria Wobec, III
- Stanisław Seyfried „Powrót do Źródeł Danuty Joppek”, Gazeta Gdańska 1 IX, portal wybrzeże24.pl 30 VIII
- Stanisław Seyfried „W drodze...” – dziesiąte spotkanie w Krokowej”
- Stanisław Seyfried „XII spotkanie „W drodze...” Danuty Joppek” 22. XII
- Roman Gajewski „Prośba o Wyspy Szczęśliwe”, Fb, archiwum D. Joppek
- Andrzej Jar „Opowieść Świąteczna”, polsko – kanadyjski miesięcznik literacki „aha!”, December page 7–8. Vancouver, Kanada
- „International Art Exhibition, Co-sponsored by Bilkent, to Open this Week”, Bilkent News October 17. Turcja
- Milliyet Ankara 31 X, „Yolda Sergisi Ankara’da”. Turcja
- Biuletyn – http://www.ankara.msz.gov.pl/pl/aktualnosci/wystawa__w_drodze_ tp://www.ankara.msz.gov.pl/pl/- Ambasada Rzeczypospolitej Polskiej w Turcji

2018
- Stanisław Seyfried „XII Spotkanie „W drodze...” Danuty Joppek”, Gazeta Gdańska 12 I
- Andrzej Jar „Dobra Wiadomość z Polski: Nagroda Marszałka”, polsko – kanadyjski mies. literacki „aha!”, February page 7, page 1. Vancouver, Kanada
- Andrzej Jar „Wystawa w Kutnie”, miesięcznik j. w., October page 6.
- Andrzej Jar, zdjęcia w Galerii ZPAP Piwna, Gdańsk,miesięcznik j. w., June page 22,23

2019
- Henryk Wrożyński „Kosmiczna Oaza”, tom wierszy H. Wrożyńskiego „Cygańska Bajka”, wyd. Bernardinum, ISBN 978-83-8127-312-1.
- Rafał Radwański, esej o wystawie „W drodze... Kontynenty”. Fb, archiwum D. Joppek, archiwum WCK Filharmonia Kaszubska
- Stanisław Seyfried „Danuta Joppek w paryskiej pracowni Witolda Pyzika”, portal wybrzeże24.pl 25. IX
- Stanisław Seyfried „W drodze... Kontynenty” – wystawa Danuty Joppek”, Gazeta Gdańska 24. V, portal wybrzeże24.pl 21 V
- Stanisław Seyfried „Finisaż wystawy „W drodze... Kontynenty”, Gazeta Gdańska 28. VI
- baner wystawy „W drodze... Kontynenty”, Gazeta Gdańska, maj/czerwiec
- Stanisław Seyfried „Grunt to Rodzinka”, portal wbrzeże24.pl 15. VIII

Prace w zbiorach i kolekcjach:
- Muzeum Narodowe w Gdańsku
- Tomasz Kawiak (Grasse, Francja) (Tanger, Maroko)
- Jaques Aldebert (Nîmes, Francja)
- Nadine Vivier (Saint-Paul-de-Vence, Francja)
- André Verdet (Saint-Paul-de-Vence, Francja)
- Yann Preyval (Francja, Kostaryka, Gwatemala)
- Andrzej Lubawy (Toruń)
- Simona Sappia (Włochy, USA, Szwajcaria)
- Leszek Belniak

Wywiady radiowe i telewizyjne:
Radio Gdańsk:
- Małgorzata Żerwe „Smak Życia” 1998
- Iwona Borawska X. 2012
- Radio Orunia 1994
- Radio Olsztyn 1999
- Radio Patrycjusz Kazimierz Zagórski IX. 2012

TVP Gdańsk:
Panorama Kulturalna
- Afirmacja II, Ratusz Głównomiejski 2001
- Zimowe Okna Mojego Dzieciństwa II, Plama 2003
- Wystawa Trojga, Stągwie Mleczne 2004
- Galeria ZPAP, 2006
- Grunt to Rodzinka, Filharmonia Bałtycka 2010
- W drodze..., GAK Dworek Artura 12.04.2014